# Odontosabula czerskii
Odontosabula czerskii är en tvåvingeart som först beskrevs av Pleske 1925.  Odontosabula czerskii ingår i släktet Odontosabula och familjen vedflugor. Inga underarter finns listade i Catalogue of Life.